# 강달영
강달영(姜達永, 1887년~1942년)은 일제강점기 공산주의계열에서 활동한 한국의 독립운동가, 노동운동가이다. 조선공산당 2차 집행부 책임비서로 활동했으며 6·10만세운동을 계기로 민족혁명운동을 일으키고자 했다. 그러나 일제 경찰에 탄압을 받으면서 일제 경찰의 가혹한 고문을 수차례 받았으며, 고문을 못이겨 4차례나 자살을 기도했다가 끝내 정신병에 시달려 해방을 맡기전에 사망했다.

## 참고 자료
- 얼빠져 죽어버린 갓맑은 혁명가 강달영

## 같이 보기
- 조선공산당
- 6.10 만세운동